# Effacement de données

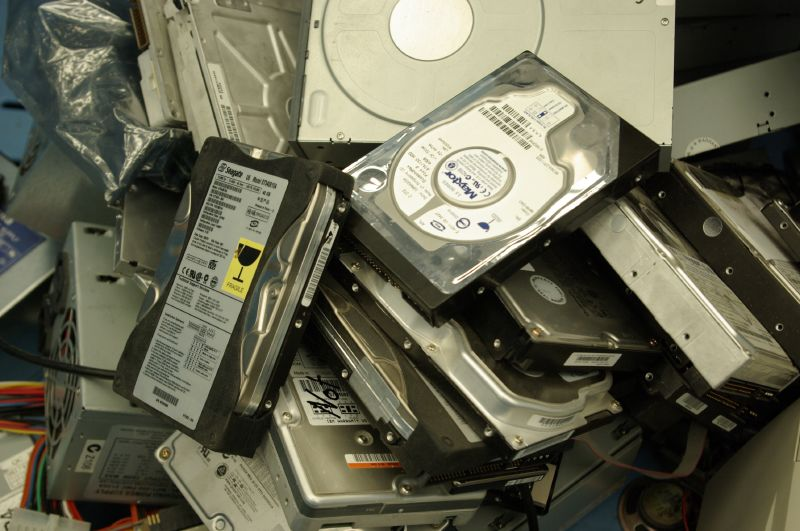
Anciens disques durs mis au rebut.

L'effacement de données (Data erasure, data clearing ou data wiping en anglais) est une méthode logicielle de suppression volontaire des données d'un disque dur, ayant pour objectif d'éliminer toutes traces de données présentes sur un support magnétique ou numérique, afin d'empêcher ou rendre très difficile la récupération de données, le plus souvent afin de préserver la confidentialité. L'effacement définitif de données va au-delà de la simple suppression de fichiers, qui efface simplement les pointeurs vers les blocs physiques du disque dur, les octets étant toujours présents mais pas accessibles par le système d'exploitation.
Contrairement à la démagnétisation ou la destruction physique rendant le média inutilisable, l'effacement de données détruit les informations mais laisse le média utilisable pour un autre usage, préservant l'investissement matériel et l'environnement.

## Enjeux
La technologie de l'information manipule de gros volumes de données dont une part importante est sensible au regard de la confidentialité. Numéro de sécurité sociale, numéro de carte de crédit, coordonnées bancaires, données médicales et données économiques sensibles sont stockées sur des disques durs de postes de travail ou de serveurs. Ils peuvent intentionnellement ou non être copiés sur des médias tels que clé USB, flash, disque ZIP, etc. L'utilisateur croit généralement que la suppression par une commande du système d'exploitation supprime la donnée, alors qu'en fait il n'en est rien. Cela a par exemple été médiatisé lors de l'affaire Clearstream 2 en France, où le général Rondot croyait avoir supprimé les données sensibles de son portable.
Parmi les incidents de sécurité liés à l'accès de données mal effacées, figurent les exemples suivants :
- en mai 2005, Cardsystem expose 40 millions de comptes clients[1] ;
- en 2006, des informations bancaires sont retrouvées sur des disques durs de PC britanniques recyclés au Nigéria[2] ;
- en février 2008, un portable volé expose les numéros de sécurité sociale de plus de 320 000 personnes[3] ;
- en mars 2008, Hannaford expose 4,2 millions de cartes de crédit[4] ;
- en mars 2008, un disque dur volé contenait 1 million d'enregistrement clients[5] ;
- en mai 2008 à l'université de Floride, des informations personnelles de 1 900 patients se retrouvent sur le disque dur d'un ordinateur donné à un membre de la famille du médecin[6] ;
- une étude de British Telecom sur 200 disques durs recyclés montre que seuls 25 % étaient correctement effacés, et que les outils d'effacement par réécriture ne fonctionnaient pas correctement[7].

## Principes

### Chiffrement
Le chiffrement initial du disque permet de rendre les données lisibles uniquement par la ou les personnes qui détiennent la clé de chiffrement, et empêche la récupération de données.
La suppression de la clé de chiffrement permet de rendre le disque illisible, on parle alors d'effacement cryptographique. Cette pratique est recommandée par le National Institute of Standards and Technology et l'Université de l'Indiana.

### Effacement complet du disque
Il existe de nombreux programmes permettant l'effacement complet d'un disque dur, en supprimant toutes les données présentes dans tous les secteurs du disque dur. En accédant à la totalité des secteurs, ces programmes éliminent le risque lié à la rémanence des données. Le principe de ce logiciels est dé réécrire entièrement le disque en remplissant tous les secteurs avec des zéros par exemple.

### Support matériel
Des solutions d'effacement de données peuvent être déployées à travers un réseau pour gérer de nombreux postes, plutôt que de devoir les gérer séquentiellement. Il existe des solutions spécifiques pour disques SCSI, SAS, SATA.

### Normes
Plusieurs normes gouvernementales ou industrielles ont vu le jour pour les solutions logicielles de suppression de données sécurisées. Le niveau de sécurité atteint dépend essentiellement du nombre de passes d'effacement, mais aussi du fait que des zones cachées du disque sont aussi traitées.
| Norme                                                                      | Date | Nombre de passes | Principe                                                            |
| -------------------------------------------------------------------------- | ---- | ---------------- | ------------------------------------------------------------------- |
| U.S. Navy Staff Office Publication NAVSO P-5239-26                         | 1993 | 3                | Un caractère, son complément, aléatoire                             |
| U.S. Air Force System Security Instruction 5020                            | 1996 | 4                | Des « 0 », des « 1 », n'importe quel caractère                      |
| Algorithme de Peter Gutmann                                                | 1996 | 1 à 35           | Variable                                                            |
| Algorithme de Bruce Schneier                                               | 1996 | 7                | Des « 0 », des « 1 », séquence pseudo-aléatoire 5 fois              |
| U.S. DoD Unclassified Computer Hard Drive Disposition                      | 2001 | 3                | Un caractère, son complément, aléatoire                             |
| German Federal Office for Information Security                             | 2004 | 2-3              | Séquence non uniforme, son complément                               |
| Communications Security Establishment Canada ITSG-06                       | 2006 | 3                | Des « 0 », des « 1 », son complément, une séquence pseudo-aléatoire |
| NIST SP-800-88                                                             | 2006 | 1                | ?                                                                   |
| U.S. National Industrial Security Program Operating Manual (DoD 5220.22-M) | 2006 | 7                | ?                                                                   |
| NSA/CSS Storage Device Declassification Manual (SDDM)                      | 2007 | 0                | ?                                                                   |
| Australian Government ICT Security Manual                                  | 2008 | 1                | ?                                                                   |
| New Zealand Government Communications Security Bureau NZSIT 402            | 2008 | 1                | ?                                                                   |
| British HMG Infosec Standard 5, Baseline Standard                          | ?    | 1                | Que des « 0 »                                                       |
| British HMG Infosec Standard 5, Enhanced Standard                          | ?    | 3                | Des « 0 », des « 1 », aléatoire                                     |
| NIST SP-800-88 Rev. 1                                                      | 2014 | 1                | Que des « 0 »                                                       |

## Médias autres que disque dur
- EPROM : effacement par rayons UV

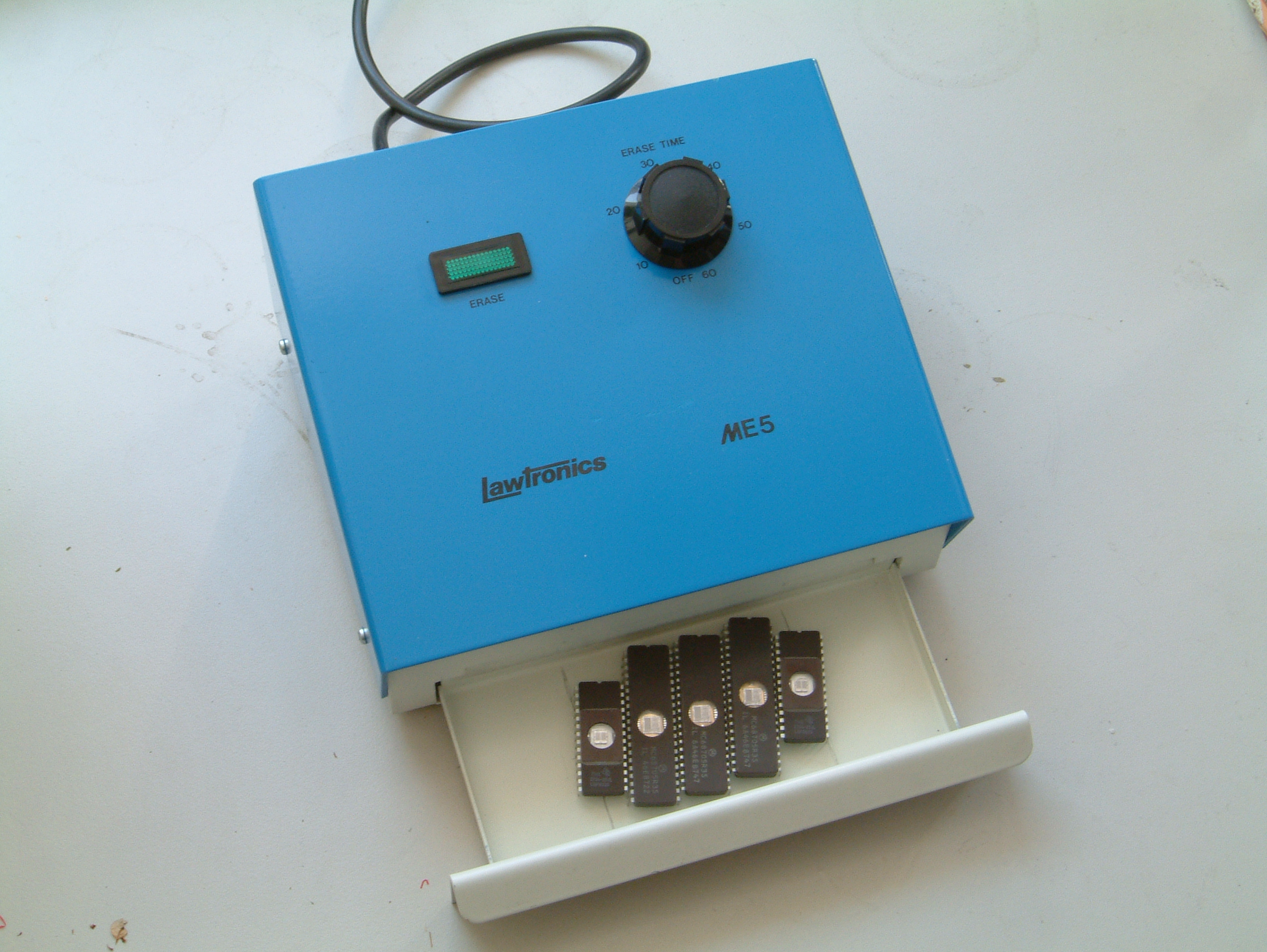
Un effaceur d'EPROM

- Bandes magnétiques ou disquettes : trois passes de réécriture sont considérées comme suffisantes[15].
- CD-ROM, DVD-ROM ou autres disques optiques : destruction physique pour les médias non réinscriptibles, trois passes pour les réinscriptibles[15].
- Mémoires flash, clés USB : une passe de « 0 » suffit à effacer toutes les informations présentes[21].
- Disques SSD : le contrôleur interne pouvant faire des réallocations de données pour gérer l'usure des blocs, il est difficile de savoir si des copies antérieures de données ne subsistent pas[21].

L'effacement de données peut ne pas fonctionner complètement avec les mémoires flash, telles que les disques SSD, ou les clés USB, du fait que ces appareils peuvent conserver des données inaccessibles aux techniques d'effacement, et que les données peuvent être récupérées depuis chacune des puces flash à l'intérieur de l'appareil.
L'effacement de données par réécriture fonctionne uniquement sur les disques qui fonctionnent et peuvent écrire sur tous
les secteurs. Le plus souvent les secteurs défectueux ne peuvent pas être réécrits, mais
contiennent des informations récupérables. Les secteurs défectueux cependant, peuvent être invisibles pour le système
d'exploitation et donc par le logiciel d'effacement de données. Le chiffrement de disque avant son utilisation permet de contourner ce problème. L'effacement de données par le logiciel du fabricant peut être compromis par du code malveillant.